# Voorlopige Regering (Rusland)
De Voorlopige Regering (Russisch: Временное правительство России, Vremennoje pravitelstvo Rossii) was vanaf 15 maart 1917 (2 maart volgens de juliaanse kalender) de officiële regering van Rusland. De  tsaar Nicolaas II trad op 15 maart af wegens de Februarirevolutie. De macht ging over naar de Doema en deze stelde een voorlopige regering in.
In eerste instantie was prins Lvov de premier, maar later nam de socialist Kerenski de leiding over. De sovjet van arbeiders en soldaten in de toenmalige Russische hoofdstad Petrograd besloot deze regering te steunen, maar koos later, omdat Kerenski de oorlog tegen Duitsland wilde voortzetten, de bolsjewieken te steunen, die op 7 november de macht overnamen (Oktoberrevolutie).

## Achtergrond
De Voorlopige Regering werd door het Voorlopig Comité van de Staatsdoema in Petrograd opgericht en de raad werd geleid door Georgi Lvov en Aleksandr Kerenski. In hetzelfde jaar abdiceerde tsaar Nicolaas II om plaats te maken voor groothertog Michael die de besluiten van de Russische Grondwetgevende Vergadering zou erkennen. De Voorlopige Regering had niet de macht om belangrijke politieke besluiten te maken. De zwakte zorgde voor kansen voor linkse en rechtse facties. De Voorlopige Regering werd gesteund door de linkse raad van afgevaardigden van arbeiders en soldaten uit Petrograd (Petrogradse Sovjet). Eerst steunde de sovjet de Voorlopige Regering, maar toen ze later de controle kregen over het leger, de fabrieken en de spoorwegen kregen hadden ze de regering niet meer nodig. De strijd om de macht met andere partijen eindigde in oktober 1917 toen de bolsjewieken de ministers van de Voorlopige Regering arresteerden.

### Formatie en eerste samenstelling
De Voorlopige Regering ontstond in het machtsvacuüm na de Februarirevolutie in 1917 toen de macht van de regering van de tsaar verdween en de Staatsdoema en de sovjet van Petrograd tegen elkaar om de macht wedijverden. Tsaar Nicolaas II was op 2 maart afgetreden en hij had zijn broer groothertog Michael aangewezen als nieuwe tsaar. Groothertog Michael weigerde om het ambt te aanvaarden en de volgende dag zag hij af van de macht. De volgende dag gaf groothertog Michael wettelijke goedkeuring voor een overgangsregering. Hierin werd beschreven dat de Voorlopige Regering mocht regeren tot de Grondwetgevende Vergadering de definitieve vorm van bestuur bepaald had. De Voorlopige Regering had de taak om verkiezingen voor de raad voor te bereiden en belangrijkste overheidstaken uit te voeren, maar door de groeiende macht van de Petrogradse sovjet werd deze macht beperkt.
De openbare aankondiging van de oprichting van de Voorlopige Regering was op 3 maart. De dag na de formatie stond het in de Izvestia. In de aankondiging stond dat de Voorlopige Regering een onmiddellijke en volledige amnestie verleenden aan alle politieke en religieuze gevangenen. De amnestie gold ook voor mensen die gearresteerd waren voor onder andere terroristische activiteiten, opstanden in het leger en landonteigeningen van grootgrondbezitters. In de aankondiging stond ook het instellen van algehele persvrijheid, vrijheid om vakbonden op te richten, bijeenkomsten te houden, stakingen te houden, de afschaffing van verplichte arbeid, de onmiddellijke voorbereidingen voor het uitschrijven van verkiezingen op universele gelijk en direct stemrecht die de vorm van bestuur en de grondwet, de overgang van openbare naar publieke militias en de verkozen voorzitters aangewezen door lokale autoriteiten, de verkiezingen voor de bestuurders van lokale autonome regio’s op basis van universele, gelijke en anonieme stemmen, het ervoor zorgen dat de orde in de militaire rangen en het uitvoeren van politieke taken en het verwijderen van alle beperkingen in het uiten van burgerrechten.

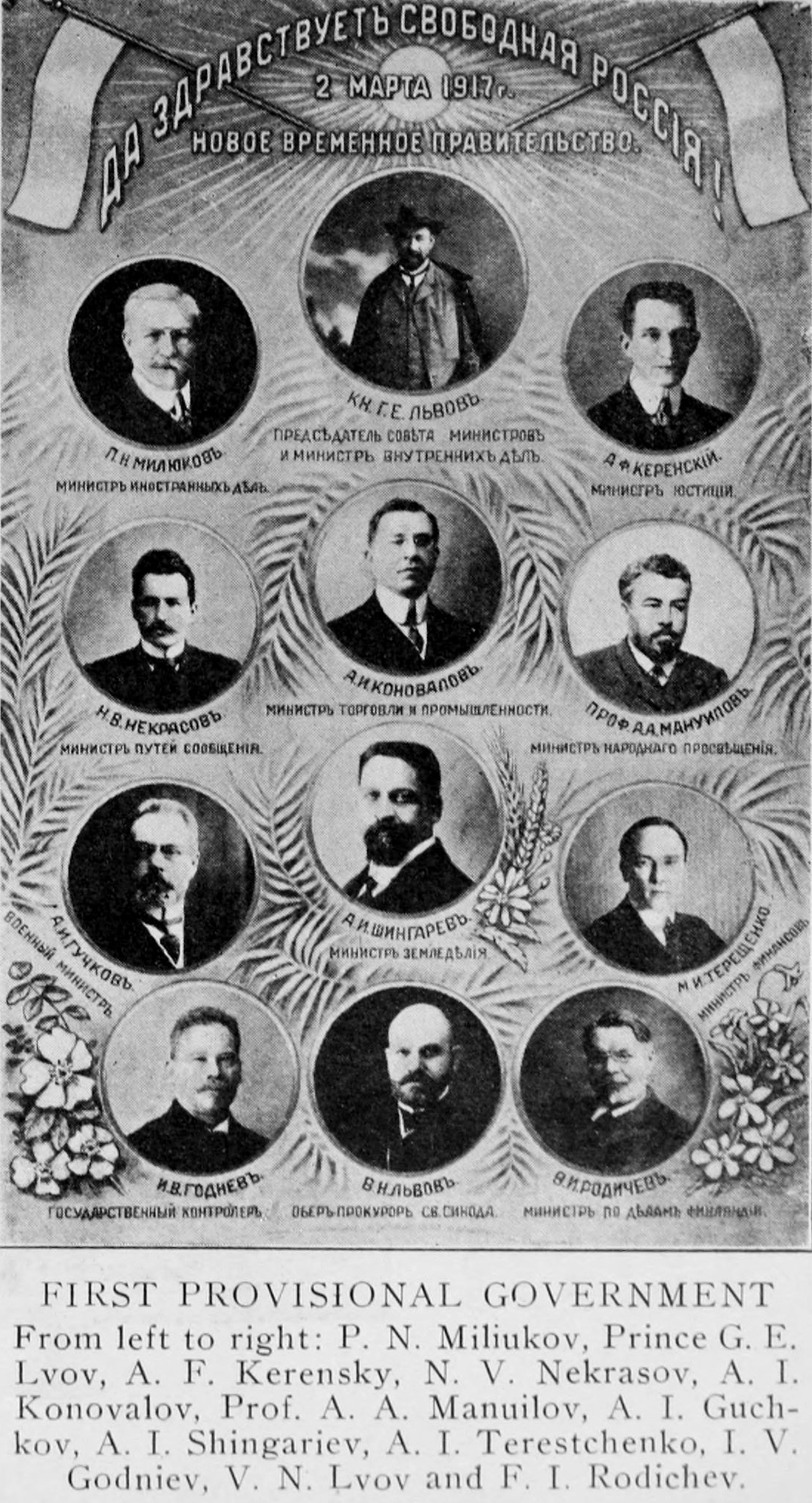
Foto van de eerste samenstelling van de Voorlopige Regering

De samenstelling van de eerste ministerraad van de Voorlopige Regering:
- minister-president: Georgi Lvov (kadet)
- minister van Binnenlandse Zaken: Georgi Lvov (kadet)
- minister van Buitenlandse Zaken: Pavel Miljoekov (kadet) in april 1917 vervangen door Michael Terestsjenko (partijloos)
- minister van Oorlog en Marine: Aleksandr Goetsjkov (oktoberist) in april 1917 vervangen door Aleksandr Kerenski (sociaal-revolutionair)
- minister van Transport: Nikolaj Nekrasov (kadet)
- minister van Handel en Transport: Aleksandr Konovalov (Progressieve Partij)
- minister van Justitie: Aleksandr Kerenski (sociaal-revolutionair) in april 1917 vervangen door Pavel Pereverzev (sociaal-revolutionair)
- minister van Financiën: Michael Terestsjenko (partijloos) in april 1917 vervangen door Andrej Sjingarev (kadet)
- minister van Onderwijs: Andrej Majoelov (kadet)
- minister van Landbouw: Andrej Sjingarev (kadet) in maart 1917 vervangen door Viktor Tsjernov (sociaal-revolutionair) in april 1917 vervangen door  Viktor Tsjernov (sociaal-revolutionair)
- minister van Werkgelegenheid: Matvej Skobelev (mensjewiek) aangesteld in april 1917
- minister van Voedsel: Aleksej Petsjechonov (volkssocialist) aangesteld in april 1917
- minister van Volksgezondheid: Ivan Jevrenov (sociaal-revolutionair) aangesteld in april 1917
- minister van Post en Telegraaf: Irakli Tsereteli (mensjewiek) aangesteld in april 1917
- opperprocurator van de Heilige Synode van de Russische Orthodoxe Kerk: Vladimir Ljov (progressief)

## Aprilcrisis
Op 1 mei (18 april) stuurde de minister van Buitenlandse Zaken Pavel Miljoekov een brief aan de regeringen van de geallieerden in de Eerste Wereldoorlog waarin hij beloofde dat de oorlog door zou gaan en tot het glorieuze einde liep. Op 3 mei (20 april) demonstreerden 21 arbeiders en soldaten tegen het voortzetten van de oorlog. Zij eisten het aftreden van Miljoekov. Er kwam een tegendemonstratie die wilde dat hij op zijn post bleef. Generaal Lavr Kornilov, commandant van het militaire district Petrograd, wilde de onrusten laten stoppen maar hij kreeg geen steun van minister-president Georgi Lvov.
De Voorlopige Regering accepteerde het aftreden van minister van Buitenlandse Zaken Miljoekov en minister van Oorlog Goetsjkov en er werd een voorstel gedaan om de  Petrogradse sovjet om een coalitie te laten vormen. Het gevolg van de onderhandelingen was dat er op 18 mei een overeenkomst was bereikt waarin er zes sociaal-revolutionaire ministers deelnamen aan de regering.
In deze periode reflecteerde de Voorlopige Regering voornamelijk de wil van de sovjet-revolutionairen, terwijl de nog linksere groeperingen, waaronder de bolsjewieken, ondergronds gingen. De sociaal-revolutionaire ministers werden door de linkervleugel van hun partij onder vuur genomen. De Voorlopige Regering kon vanwege het factionalisme in de Sociaal-Revolutionaire Partij geen bepalende politiek besluiten doorvoeren en belangrijke beslissingen nemen.

## Julicrisis en de tweede regering
In Petrograd vond op 16 en 20 juli de julidagen plaats waarbij een deel van de soldaten en arbeiders tegen de Voorlopige Regering in opstand kwamen, zoals beschreven in het boek Aprilstellingen van Vladimir Lenin. Nadat de opstand was neergeslagen kregen de bolsjewieken de schuld, waarbij de leider van de bolsjewieken Lenin ondergronds verderging, terwijl andere leiders werden gearresteerd.
De gevolgen van deze gebeurtenissen was dat een nieuwe crisis binnen de Voorlopige Regering ontstond. Liberale ministers van de Constitutioneel-Democratische Partij traden af en daarom kon er aan het einde van de maand geen nieuw kabinet gevormd worden. Uiteindelijk werd er op 6 augustus (24 juli) 1917 een nieuwe regering gevormd dat voornamelijk uit socialisten bestond en waarvan Kerenski de voorzitter was.
De samenstelling van de tweede ministerraad van de Voorlopige Regering:
- minister-president: Aleksandr Kerenski (sociaal-revolutionair)
- minister van Oorlog en Marine: Aleksandr Kerenski (sociaal-revolutionair)
- vice-president: Nikolaj Nekrasov (sociaal-revolutionair)
- minister van Financiën: Nikolaj Nekrasov (kadet)
- minister  van Buitenlandse Zaken: Michail Terechtsjko (partijloos)
- minister van Binnenlandse Zaken: Nikolaj Avksentjev (sociaal-revolutionair)
- minister van Transport: Pjotr Joerenev (kadet)
- minister van Handel en Industrie: Sergej Prokopovitsj (partijloos)
- minister van Justitie: Aleksandr Zaroedni (volkssocialist)
- minister van Onderwijs: Sergei Oldenburg (kadet)
- minister van Landbouw: Viktor Tsjernov (sociaal-revolutionair)
- minister van Werkgelegenheid: Matvej Skobelev (mensjewiek)
- minister van Voedsel: Aleksej Petsjechonov (volkssocialist)
- minister van Volksgezondheid: Ivan Jevrenov (sociaal-revolutionair)
- minister van Post en Telegraaf: Aleksej Nikitin (mensjewiek) in april aangesteld
- opperprocurator van de Heilige Synode van de Russische Orthodoxe Kerk: Vladimir Lijov (progressief)

## Derde coalitie
Op 8 september veranderde de samenstelling van de ministerraad. Een aantal ministersposten veranderde van naam en er kwam een aantal nieuwe ministers in de raad. 
De samenstelling van de derde ministerraad van de Voorlopige Regering:
- minister-president: Aleksandr Kerenski (sociaal-revolutionair)
- vice-president: Aleksandr Konovalov (kadet)
- minister van Handel en Industrie: Aleksandr Konovalov (kadet)
- minister van Buitenlandse Zaken: Michail Terestsjenko (partijloos)
- minister van Binnenlandse Zaken, Post en Telegraaf: Aleksej Nikilin (mensjewiek)
- minister van Oorlog: Aleksandr Verchovski (sociaal-revolutionair)
- minister van Marine: Dmitri Verderovski (sociaal-revolutionair)
- minister van Financiën: Michail Bernatski (partijloos)
- minister van Justitie: Pavel Maljantovitsj (mensjewiek)
- minister van Transport: Aleksandr Liverovski (partijloos)
- minister van Onderwijs: Sergej Salozkin (partijloos)
- minister van Landbouw: Semjon Maslov (sociaal-revolutionair)
- minister van Arbeid: Koezma Gvozdev (mensjewiek)
- minister van Voedsel: Sergej Prokopevitsj (partijloos)
- minister van Volksgezondheid: Nikolaj Kisjkin (kadet)
- minister van Post en Telegraaf: Aleksej Nikitin (mensjewiek)
- minister van Religie: Anton Kartasjev (kadet)

## Bestuur, beleid en problemen
De bestuurlijke politieke situatie in Rusland was na de Februarirevolutie, de abdicatie van tsaar Nicolaas II en de formatie van de nieuwe Russische republiek dramatisch veranderd. Het leiderschap van de tsaar representeerde een autoritaire, conservatieve vorm van bestuur. De Kadettenpartij, een partij voor liberale intellectuelen, vormde de grootste oppositiepartij tegen het bewind van de tsaar voor de Februarirevolutie. De Kadettenpartij veranderde na deze revolutie van een oppositiepartij naar een partij die de macht kreeg in de nieuwe Voorlopige Regering die het bestuur van de tsaar overnam. De Februarirevolutie zorgde voor meer politieke activiteiten van de arbeiders wat leidde tot een ruk naar links in het politieke spectrum.
De meeste stedelijke arbeiders steunden in het begin de socialistische mensjewieken, maar een kleine groep steunde de radicalere bolsjewieken. De mensjewieken steunden de Voorlopige Regering en ze geloofden dat zo’n regering een noodzakelijke stap was om het ware  communisme te bereiken. De bolsjewieken werkten de Voorlopige Regering tegen en ze verlangden een snellere overgang naar het ware communisme. Op het platteland maakte de politiek een draai naar links waar de meeste boeren de Sociaal-Revolutionaire Partij steunden. Zij pleitten voor een vorm van agrarisch socialisme en dit werd door de boeren gesteund. De stedelijke arbeiders steunden voornamelijk de mensjewieken, maar in de loop van het jaar 1917 kregen de bolsjewieken steeds meer steun.
De meeste tegenstand kwam door de ontwikkeling binnen de Petrogradse sovjet die de socialistische ideeën aanhing. De Petrogradse sovjet zetten zijn eigen structuur op, waardoor een tweede machtsstructuur naast die van de Voorlopige Regering ontstond. Terwijl de Voorlopige Regering de formele macht in Rusland behield, bezat de Petrogradse sovjet de echte macht in het land. De Petrogradse sovjet had de macht over de spoorwegen en daardoor hadden ze de macht om politieke beslissingen te forceren. De Voorlopige Regering had niet de macht om de politiek de beheersen. In werkelijkheid bepaalden de lokale sovjets of de wetten van de Voorlopige Regering geïmplementeerd konden worden.
Ondanks de korte regeerperiode en de genoemde tekortkomingen, paste de Voorlopige Regering vrij progressieve wetgeving toe. Het beleid van deze gematigde liberale regering vaardigde, volgens de Russische standaard van 1917, de meest liberale wetten uit in heel Europa. De scheiding van kerk en staat, de drang naar zelfbestuur op het platteland en het invoeren van fundamentele burgerrechten die de tsaar tijdelijk verboden had lieten het progressieve beleid van de Voorlopige Regering zien. Het afschaffen van lijfstraffen en een einde brengen aan de nivellering op het platteland waren ook voorbeelden van deze liberale politiek. De Voorlopige Regering gaf meer rechten aan groepen die in het Russische Rijk onderdrukt waren. Polen werd onafhankelijk, Litouwen en Oekraïne kregen meer autonomie.
Het grootste obstakel van de Voorlopige Regering was de onmogelijkheid om wetgeving door te voeren. De buitenlandse politiek was het enige terrein waarop de Voorlopige Regering beleid kon voeren. De voortzetting van de Russische oorlogsdeelname aan de Eerste Wereldoorlog zorgde voor tegenwerking in Rusland. De zwakte van de Voorlopige Regering werd aangetoond door de dubbele machtsstructuur met de Petrogradse sovjet aan de ene kant en de minister van Oorlog Aleksander Goetsjkov aan de andere kant. Een behoorlijk aantal beperkingen die ontstonden door deze dubbele structuur zorgde ervoor dat de Voorlopige Regering haar beleid niet kon uitvoeren.
Het is waar dat de Voorlopige Regering een gebrek aan daadkracht had, maar de belangrijke leden van de regering zetten de burgers wel aan om mee te denken aan het beleid. Politici, waaronder minister-president Georgi Lvov, steunden het idee om de macht aan decentrale organisaties te geven. De Voorlopige Regering was er niet voor complete decentralisatie van de macht, maar sommige leden waren voor meer politieke participatie van de massa door grootschalige mobilisaties van het volk.

## Democratisering
Door de opkomst van lokale organisaties zoals vakbonden en plattelandsinstanties en de afname van de macht van de Voorlopige Regering werd de roep om democratisering groter. Het is moeilijk om te zeggen dat de Voorlopige Regering deze groei van machtige lokale organisaties wenste, maar de Voorlopige Regering was wel de aanjager van het opzetten van lokale organisaties. Lokale overheidsorganisaties hadden genoeg macht om te bepalen welke wetten van de Voorlopige Regering doorgevoerd werden. Organisaties die de macht op het platteland hadden gingen snel nationale wetten implementeren die gingen over het verspreiden van leeg landbouwgebied. De macht om wetten door te voeren lag in de handen van lokale instituties en de sovjets. De Russische historicus W.E. Mosse noemde deze periode in zijn boek "Interlude: The Russian Provisional Government 1917" "de enige periode waarin het Russische volk de mogelijkheid had om een belangrijke rol te spelen in het bepalen van hun toekomst." Dit citaat romantiseert de Russische samenleving tijdens de Voorlopige Regering. Het laat wel zien hoe prominent de belangrijke democratische organisaties in 1917 aanwezig waren.
Op het moment dat de belangengroeperingen van de overheid groeiden, ontwikkelden de arbeidersorganisaties in de steden zich tot in de hoogste regionen van de industrie. De  fabriekscomités representeerden de meest radicale standpunten van de tijd. De bolsjewieken verkregen hun populariteit door juist deze fabriekscomités. Deze vorm van democratie verschilde van en ging verder dan de politieke democratie die de liberale intellectuele elite en de gematigde socialisten in de Voorlopige Regering voorstonden. De arbeiders verlangden economische democratie en de werkgevers verkregen de bestuurlijke macht en directe controle over hun arbeidsplaatsen. Het zelfbestuur werd in industriële bedrijven voor arbeiders een normale praktijk. Toen de arbeiders gewelddadiger werden en meer economische macht kregen gingen ze de radicale bolsjewieken steunen en ze zorgden ervoor dat de bolsjewieken in oktober 1917 aan de macht kwamen. De bolsjewieken stonden voor een door de partij geleide bestuur van de economie. Het zelfbestuur van de arbeiders verdween toen de bolsjewieken aan de macht kwamen.

## Kornilov-affaire
De Kornilov-affaire in augustus 1917 was de laatste affaire binnen het bestaan van de Voorlopige Regering. De Russische generaal stond in dit debat aan de kant van minister-president Kerenski. Of de uitkomst van deze deal door alle partijen werd geaccepteerd is nog steeds niet geheel duidelijk. Het is wel duidelijk dat toen de troepen van Kornilov Petrograd naderden Kerenski het bevel gaf om ze als contrarevolutionairen te beschouwen en ze te arresteren. Deze zet kan gezien worden als een poging om zijn macht te versterken door hem een verdediger van de revolutie te noemen tegen een soort figuur à la Napoleon. De dramatische conclusies van deze actie waren terug te zien in het leger waarna deze troepen, na het verraad van Kornilov, als niet loyaal aan de Voorlopige Regering gezien werd. De troepen van Kornilov werden tegengehouden door de Rode Garde. De Petrogradse sovjet werd gezien  als redder van Rusland tegen militaire dictatuur. In Petrograd bewapende Kerenski de bolsjewieken met wapens en hij kreeg weinig succes met het leger. Toen Kornilov was tegengehouden leverden de bolsjewieken hun wapens niet in en werden ze de grootste bedreiging voor de Voorlopige Regering.

## Oktoberrevolutie en opheffing

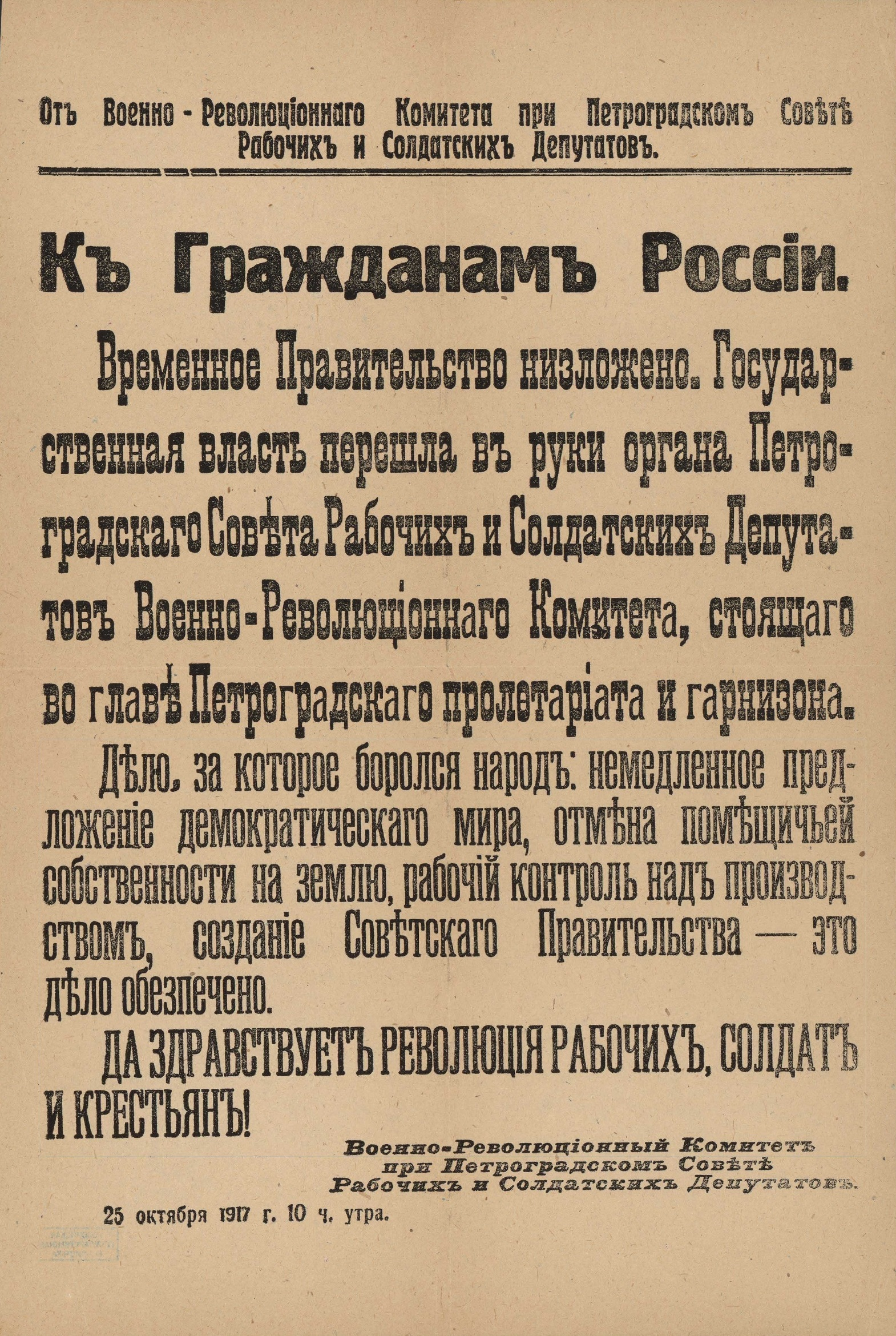
Verklaring van het Militaire Revolutionaire Comité waarbij de omverwerping van de Voorlopige Regering staat

Op 7-8 november (25-26 oktober) begonnen de troepen van de Rode Garde onder leiding van de bolsjewieken een aanval op de Voorlopige Regering. Deze aanval slaagde en vele ambtenaren werden gearresteerd en hun taken werden overgenomen door bolsjewieken. De laatste overblijfselen van de Voorlopige Regering werden door de militairen in de nacht van 7 november verwijderd. De ministers werden gevangen gehouden in het Winterpaleis. Kerenski ontsnapte in de nacht van 8 november uit het paleis en vluchtte naar Pskov waar hij een aantal loyale troepen verzamelde waarmee hij de hoofdstad Petrograd wilde heroveren. Zijn troepen slaagden erin om Tsarskoje Selo te veroveren, maar zijn troepen werden de volgende dag verslagen bij de heuvels bij Poelkovo. Kerenski verstopte zich een aantal weken in de heuvels, maar vluchtte later het land uit. Hij vluchtte eerst naar Frankrijk en later naar de Verenigde Staten.
De bolsjewieken vervingen de Voorlopige Regering door hun eigen Raad van Volkscommissarissen. De Voorlopige Regering ging verder onder de naam Kleine Raad of Ondergrondse Voorlopige Regering die bijeenkwam in het huis Sofia Panina, een niet geslaagde poging om aan de druk van de bolsjewieken te ontkomen. Deze raad hield op 28 november op te bestaan toen Panina gearresteerd werd. Fjodor Kokosjkin, Andrej Sjingarev en prins Pavel Dolgoroekov vormden een politiek driemanschap dat niet lang zou bestaan omdat ze werden gearresteerd. De meeste leden van de Voorlopige Regering wisten niet uit Rusland te vluchten en werden opgepakt en geëxecuteerd door de Sovjetregering.